# Долматов, Илья Алексеевич
Илья́ Алексе́евич Долма́тов (23 июня 1985) — российский футболист, нападающий.

## Биография
Воспитанник московских школ «Красногврдеец» и СДЮШОР «Спартак-2». Профессиональную карьеру начал в 2002 году в московском «Спортакадемклубе», в составе которого выступал до июля 2005 года, проведя за это время 78 матчей, в которых забил 18 мячей. Затем перешёл в ярославский «Шинник», где и доиграл сезон, проведя 3 матча в Премьер-лиге и 4 в турнире дублёров. Сезон 2006 года провёл в аренде в клубе «Сибирь», за которую сыграл 19 матчей и забил 1 гол в первенстве, и ещё провёл 3 матча в Кубке России. В 2007 году выступал в клубе зоны «Центр» Второго дивизиона «Ника» из Москвы, сыграл в 20 матчах лиги, в которых забил 8 мячей, и ещё провёл 1 матч в Кубке России.
В 2008 году был приглашён Александром Тархановым в «Кубань», где и начал сезон, проведя 16 матчей, забив 3 мяча в первенстве и сыграв один матч в Кубке России. В июле 2008 года на правах аренды до конца сезона перешёл в клуб «Краснодар», за который провёл 9 матчей и забил 1 гол. Затем вернулся в «Кубань», где в сезоне 2009 года провёл 2 матча за основной состав (оба раза выходил на замену) и 7 матчей за молодёжный, в которых забил 4 мяча (из них 2 с пенальти).
30 ноября 2009 года появилась информация, что «Кубань» не будет продлевать с Долматовым контракт. В феврале 2010 года отправился на просмотр в «Динамо» Санкт-Петербург.
23 января 2011 года было сообщено, что Долматов находится на просмотре в московском «Торпедо». Однако в итоге подписал контракт с «Истрой».
9 декабря 2011 года подписал контракт с саратовским «Соколом».
21 июня 2013 года подписал контракт с клубом «Тосно» 17 февраля 2014 был отзаявлен из команды.
После завершения профессиональной карьеры — детский тренер в Перми, игрок любительских соревнований.

## Достижения

### Командные
«Кубань»
- 2-е место в Первом дивизионе России (выход в Высший дивизион): 2008